# إندر بيرنر
إندر بيرنر (بالنرويجية البوكمول: Endre Berner)‏ هو كيميائي وبروفيسور نرويجي، ولد في 24 سبتمبر 1893 في ستافانغر في النرويج، وتوفي في 30 يناير 1983 في أوسلو في النرويج.